# Нейман, Карл Карлович
Карл Ка́рлович Не́йман (1830-е — 20 октября 1887, Рива-дель-Гарда) — путешественник, этнограф, астроном и геолог.
После окончания Дерптского университета работал в Пулковской обсерватории, был назначен руководителем обсерватории в Пекине, но в силу обстоятельств осел в Красноярске, а затем в Иркутске, где стал членом Сибирского отделения Императорского Русского географического общества, под эгидой которого принимал активное участие в научных исследованиях Сибири и Дальнего востока. Совершил ряд экспедиций на Чукотку, в окрестности Байкала, в Тункинский край, а также к Врангелевой земле.

## Краткая биография
Карл Нейман родился в 1830-х годах в семье рижского бургомистра.
Высшее образование получил на физико-математическом факультете Дерптского университета, после окончания которого ненадолго устроился в Пулковскую обсерваторию. Следующим местом его работы должна была стать Пекинская обсерватория, руководить которой Неймана направили в 1850-х годах. Однако в Красноярске по пути в Китай, встретив своих земляков среди местных аптекарей и прервав свой путь, он, «увлечённый в кутежи», сделал продолжительную остановку. Примерно в 1862 году Нейман перебрался в Иркутск, в котором, нуждаясь в средствах, работал аптекарем, а позднее занял место преподавателя математических наук Иркутской прогимназии, позже служил в ней же инспектором. На него обратили внимание члены Сибирского отделения Императорского Русского географического общества (РГО) и привлекли его к решению стоящих перед обществом задач.
Являясь с 1868 года членом Сибирского отделения РГО (а впоследствии и распорядительного комитета), он принял участие в нескольких экспедициях, проявив себя энергичным исследователем Сибири.
Карл Карлович Нейман умер 20 октября 1887 года в городке Рива на Гардском озере.

### Чукотская экспедиция
С целью усиления влияния России на восточных рубежах и окончательного обращения чукчей в российское подданство в 1868—1869 годах Сибирским отделением РГО была организована так называемая Чукотская экспедиция, которую возглавил колымский исправник Г. Л. Майдель. Нейман стал её участником и отвечал за астрономические, магнитные и метеорологические наблюдения. Основной состав экспедиции был немногочисленен — помимо руководителя и К. Неймана в её состав вошли топограф П. Афанасьев (по другим данным, Афонасьев), фельдшер Н. Антонович и четверо казаков.
Планировалось, что экспедиция направится в Нижне-Колымск, где остановится на зимовку. До Верхоянска, где Нейман с успехом провёл положенные наблюдения, экспедиция шла вместе. От Верхоянска Майдель налегке отбыл вперёд в Средне-Колымск, которого достиг 28 декабря 1868 года, а Нейман, возглавивший экспедиционный караван, соединился с ним 16 января. Во время зимовки Майдель совершил поездку в Нижне-Колымск и Анюйскую крепостцу, а затем вернулся к оставшейся части экспедиции в Среднеколымск. 12 марта экспедиция выдвинулась в Нижне-Колымск, достигнув которого отправилась в Анюйскую крепостцу, пройдя за 23—25 марта 260 вёрст. Затем последовал переезд в 10 вёрст в ставку чукотского ярема Амраургина.
В начале апреля экспедиция отправилась к устью реки Анадырь (через водораздел рек Большой и Малый Анюй). Переход выдался трудным, Нейман плохо переносил холод, и один из сопровождавших его чукчей Айгинват предложил сделать для исследователя меховую одежду с отверстием лишь для дыхания и приёма пищи, но Нейман отклонил это предложение. Только к середине августа путешественникам удалось достичь цели. В обратный путь исследователи выдвинулись 3 сентября от Анадырского залива. Из села Марково на реке Анадыри Майдель отправился в Гижигу, а Нейман на собаках направился в Нижне-Колымск. Он прошёл 16 вёрст по Анадыри, через семь дней подъёма по реке Подъёмной достиг её истока и решился, несмотря на пургу и сильный мороз, на переход через Анадырский хребет. Во время перехода он оказался на краю пропасти между снеговыми обвалами и едва не погиб. 27 ноября Нейман достиг места впадения реки Эломбала в Малый Анюй, по которой выдвинулся к Анюйской крепостце, преодолев за день 120 вёрст. 2 декабря часть экспедиции под руководством Неймана прибыла в Нижне-Колымск. Таким образом, всего за 24 дня он преодолел 1200 вёрст.
5 февраля 1869 года Нейман и его напарник топограф П. Афанасьев отправились в поездку к Медвежьим островам. Сначала они спустились по Колыме до её устья при Малом Чукочьем, но дальнейшему продвижению помешала сильная пурга, и исследователи добрались лишь до Каменного острова. Переправившись на восточный берег, они отправились обратно в Нижне-Колымск, куда прибыли 12 февраля. Два дня спустя, с возвращением в Нижне-Колымск Майделя, экспедиция воссоединилась.
13 апреля состоялась вторая попытка достичь и исследовать Медвежьи острова. Уже на следующий день Нейман достиг Малого Чукочья, а 15 апреля сумел добраться, преодолев 110 вёрст, до Большого Чукотского мыса. Продвигаться при этом пришлось вдоль прибережья. На следующий день Нейман уже был у устья реки Агафоновки и благодаря ясной погоде сумел увидеть Крестовый — первый из искомых островов. 18 апреля, воспользовавшись 8 нартами, Нейман по морю успел к вечеру добраться до острова. Следующий день был посвящён исследованиям — определению его точного географического положения, проведению магнитных наблюдений и сбору геологических образцов. Три следующих дня учёный занимался осмотром всех остальных Медвежьих островов; с помощью двух спутников им были убиты два белых медведя. Затем Нейман достиг материка в районе мыса Большого Баранового камня, откуда исследователи двинулись в обратный путь. Из-за рассолов путь до устья Колымы был весьма труден, тем не менее уже 29 апреля Нейман вернулся в Нижне-Колымск, выполнив все поставленные задачи (в том числе и пополнение коллекции птиц и зверей.
Затем исследователи выступили в путь до Средне-Колымска. Достигнув его, отряд разделился. Партия Неймана и Афанасьева достигла села Зырянки (66° с. ш.), поднявшись по Колыме, Далее их путь к Оймякону лежал через верховья Омулёвки и Неры, приток Индигирки. Таким образом, в ходе этого перехода были преодолены хребты Момский и Черского. Окончательное соединение отряда произошло в Якутске.
Главным достижением Неймана во время чукотской экспедиции стали тщательное исследование им Медвежьих островов и сбор богатой этнографической коллекции (сгорела в 1879 году), проведённые историко-экономические и этнографические исследования.
В то же время исследовательская работа Неймана наряду с результатами самой экспедиции была оценена Майделем следующим образом: 

 Это путешествие принесло не много пользы делу географического познания Сибири потому, что длинные маршруты лишились возможности опереться на астрономические пункты, так как наблюдения Неймана оказались в конце концов недостаточно надёжными

### Прочие экспедиции
В экспедиции в окрестности Байкальского озера Нейман разведывал месторождения лазоревого камня и занимался составлением их геогностической карты. Кочующие буряты сообщили исследователю, заведовавшему геологоразведкой, об открытии его новых месторождений у южной границы Тункинского края. Добившись от генерал-губернатора разрешения на поездку туда, Нейман в 1871 году вместе с исследователями Чекановским, Дыбовским, Годлевским, пейзажистом Вронским и Ф. Ф. Миллером отправился в путь. Одним из результатов экспедиции стало определение Нейманом точных географических координат прииска на реке Быстрая, Тунки, Туранского караула, Ниловой пустыни, Хангинского караула, пограничного маяка Хангинский, куреня Урян-Хая на северном конце озера Косогол, Каймарских минеральных вод возле Тунки, Торской думы и станции на реке Быстрой. Используя методы тригонометрии, учёный смог измерить высоту Мунко-Сардыка. После экспедиции, занявшей весь август, у Неймана, на прииске лазоревого камня, ненадолго останавливался Чекановский, который внёс здесь вклад в составление геогностической карты месторождений.
Непосредственным продолжением экспедиции 1871 года стала предпринятая в следующем году совместная поездка Неймана, Чекановского, Бутыркина и Миллера из Култука через Хамар-Дабан до Старой Снежной. Непосредственной задачей Неймана была разведка месторождений ляпис-лазури, попутно он смог определить географические положения Култука и горы Хамар-Дабана.
После поездки в Тункинский край Нейман в 1873—1875 годах занимал должность правителя дел Восточно-Сибирского отдела Географического общества.
С начала 1870-х годов на фоне активизации американских золотоискателей и промысловиков, обнаруживших на побережье Чукотского полуострова золото, российскими властями было принято решение о патрулировании берегов Чукотки военными судами. Весной 1875 года с этой задачей к восточным берегам России было запланировано отбытие двух крейсеров. Н. П. Мосолов — председатель Сибирского отдела — предложил отправить на судах и одного из членов отдела. Ввиду интереса Неймана к географии полярных побережий был выбран именно он. От распорядительного комитета исследователь получил ряд заданий: 1) определить долготы Петропавловска и Новоархангельска; 2) достигнуть по возможности Врангелевой земли и определить азимуты горных вершин острова; 3) провести магнитные наблюдения; 4) исследовать морские течения в Беринговом проливе, провести определения температуры воды, содержания соли, изучить вопросы, связанные с ледовой обстановкой в проливе и колебаниями уровня моря; 5) провести барометрические наблюдения на пути от Владивостока до Ледовитого океана; 6) собрать естественно-исторические коллекции.
В апреле 1875 года Нейман, наделённый особыми полномочиями, из Иркутска отправился во Владивосток: время начала поездки было выбрано с учётом начала навигации по Амуру и Уссури. Отплыв 4 июня из Владивостока на клипере «Гайдамак», 6 июня исследователь достиг Хакодате, а 15 июня — Петропавловского порта (ныне Петропавловск-Камчатский). После десяти дней стояния в порту «Гайдамак» вновь отправился в плавание и к 7 июля достиг Анадырской губы. Преодолев бухты Св. Креста и Провидения и залив Св. Лаврентия, клипер обогнул мыс Восточный, чтобы 3 августа достичь Берингова пролива, а 4 августа — Ледовитого океана. Последний оказался свободным ото льда, но из-за недостатка угля у клипера не было шансов достичь Врангелевой земли. Крайней точкой, до которой смог дойти учёный во время последней экспедиции, стало чукотское селение Улеген на перешейке между Восточным мысом и материком. 5 августа клипер отправился в обратный путь, посетив Командорские острова и Петропавловский порт. Во Владивосток он прибыл 10 октября. Далее Нейман отправился в японские порты и, далее посетив Шанхай, Тян-Цзин и Пекин, через Монголию вернулся в Иркутск. Результатом поездки, кроме важных научных наблюдений, стали собранные им богатые естественно-научные коллекции. Кроме того, в заливе Св. Лаврентия Нейман застал американскую «Тимандру» и уличил американцев в незаконной торговле, но из-за инструкций судно пришлось отпустить, предварительно заставив его шкипера вернуть чукчам все клыки моржа и пушнину.

## Научная деятельность
Являясь по специальности астрономом, Нейман проявлял интерес как к физическим, так и к этнографическим особенностям исследуемых территорий. Одним из результатов его изысканий стали собранные ценные естественно-исторические коллекции. Определённый интерес вызывала у него и география полярных прибрежий.
Свои отчёты об экспедициях Нейман опубликовал в «Отчётах» Сибирского отдела Географического общества (по другим данным, в «Известиях»). Остальные труды были в основном напечатаны в «Известиях» Сибирского отдела, как то: «Исторический обзор действий Чукотской экспедиции» (кроме всего прочего, содержит «разрозненные сведения об истории и этнографии народов северо-востока Азии»); «Плавание по Восточному океану», «О поправке анероидов Гольдшмидта», «О торговле и промышленности северных округов Якутской области». В «Известиях Русского Географического общества» была напечатана статья «Об открытии Берингова пролива». Также в 1878 году в «Сборнике историко-статистических сведений о Сибири» им была опубликована статья «Несколько данных о современном положении наших северо-восточных прибрежий». Кроме этого, Нейман читал лекции на общих собраниях отдела, ему принадлежит несколько статей по астрономии и сейсмологии.
Кроме того, в Государственном архиве Иркутской области хранится отчёт Неймана с данными по истории, расселению, духовной и материальной культуре таких народов, как якуты, юкагиры, коряки, эвены, чукчи и эскимосы. Данный документ датируют 1873 годом, когда Иркутск посетил великий князь Алексей Александрович. Во время визита последнего в Сибирский отдел Русского географического общества отчёт и был прочитан. Основу его составили собственные полевые наблюдения Неймана, а также использованные им труды Г. Ф. Миллера, Ф. П. Врангеля, П. А. Словцова; отмечается также влияние и самого Майделя.
Основной темой отчёта стали природно-климатические условия и население Колымского края и Чукотки. По мнению исследователя, образ жизни народов и их хозяйственно-культурные комплексы обусловлены местом обитания. Особое внимание было уделено Нейманом истории и процессам миграции, этногенеза и межэтнических контактов народов Севера (особенно чукчей). Не последнее место в отчёте занимает тема русско-чукотских отношений. Описывая религиозные взгляды народов, Нейман приводит примеры преданий и обрядов, в том числе жертвоприношения. Дана характеристика также и социальной организации народов. По мнению исследователей, особо ценными являются данные Неймана об американских эскимосах. Описана также в отчёте и ежегодная Анюйская ярмарка.

## Семья
Когда Нейман уезжал из Дерпта на работу в Китай, он оставил там свою невесту. Последняя дождалась его возвращения из Сибири через двадцать лет, и пара сыграла свадьбу. После этого они несколько лет прожили на Борромейских островах.

## Память
- В честь К. Неймана назван мыс в заливе Онемен в устье реки Анадырь[23].
- Вероятно, в честь К. Неймана также назван ручей Нейман — левый приток речки Мелянкир. Это название ручей получил уже в 1936 году на глазомерной карте партии геолога Е. Т. Шаталова[24][23].

## Комментарии
1. ↑  По версии, приведённой А. И. Алексеевым, Нейман отбыл в Среднеколымск вместе с Майделем; второй же партией, прибывшей 17 января, был караван экспедиции. См.: Алексеев, 1970, с. 272